# NGC 2357
NGC 2357 ist eine Spiralgalaxie vom Hubble-Typ Sc im Sternbild Zwillinge auf der Ekliptik. Sie ist schätzungsweise 99 Millionen Lichtjahre von der Milchstraße entfernt und hat einen Durchmesser von etwa 105.000 Lj.
Die Supernovae SN 2010bj (Typ-IIP) und SN 2015I (Typ-Ia) wurden hier beobachtet.
Das Objekt wurde am 6. Februar 1885 von Édouard Stephan entdeckt.